# Chikara Fujimoto
Chikara Fujimoto (藤本 主税 Fujimoto Chikara?,  nacido el 31 de octubre de 1977 en Ube, Yamaguchi) es un exfutbolista japonés que se desempeñaba como centrocampista.
En 2001, Fujimoto jugó 2 veces para la selección de fútbol de Japón.

## Trayectoria

### Clubes
| Club                 | País  | Año         |
| -------------------- | ----- | ----------- |
| Avispa Fukuoka       | Japón | 1996 - 1998 |
| Sanfrecce Hiroshima  | Japón | 1999 - 2002 |
| Nagoya Grampus Eight | Japón | 2003        |
| Vissel Kobe          | Japón | 2004        |
| Omiya Ardija         | Japón | 2005 - 2011 |
| Roasso Kumamoto      | Japón | 2012 - 2014 |

### Selección nacional
| Selección | País  | Año  |
| --------- | ----- | ---- |
| Absoluta  | Japón | 2001 |

## Estadística de equipo nacional
| Selección de Japón | Selección de Japón | Selección de Japón |
| Año                | Part.              | Goles              |
| ------------------ | ------------------ | ------------------ |
| 2001               | 2                  | 0                  |
| Total              | 2                  | 0                  |